# Salomé va ballar aquí
 Salomé va ballar aquí  (original: Salome Where She Danced) és una pel·lícula estatunidenca dirigida per Charles Lamont i estrenada el 1945. És una pel·lícula atípica, on la dansa té un paper principal i on els personatges són alemanys, americans del far oest, xinesos, russos i austríacs. Ha estat doblada al català.

## Argument
Anna-Maria, anomenada Salomé, ballarina a Berlín al segle xix es converteix en espia al servei d'un aventurer americà (Jim Steed) per amor a un príncep austríac. Desemmascarada pel Comte Erik Von Bohlen, un dels seus admiradors, marxa als Estats Units, on ballarà per guanyar-se la seva vida i on trobarà el gran amor amb Cleve Bunt.

## Repartiment
- Yvonne De Carlo: Anna Marie
- Rod Cameron: Jim Steed
- David Bruce: Cleve Blunt
- Walter Slezak: Coronel Ivan Dimitrioff
- Albert Dekker: Comte Erik Von Bohlen
- Marjorie Rambeau: Madame Europe
- J. Edward Bromberg: Professor Max
- Abner Biberman: Dr. Ling
- John Litel: General Robert E. Lee
- Will Wright: Xèrif
- Gavin Muir: Henderson

Actors que no surten als crèdits
- Arthur Hohl: El barman del saloon "Red Dog"
- Nestor Paiva: Panatela
- Richard Ryen: El director de teatre
- Harold Goodwin: xerif de San Francisco